# Pseudischnocampa nigrivena
Pseudischnocampa nigrivena är en fjärilsart som beskrevs av William Schaus 1901. Pseudischnocampa nigrivena ingår i släktet Pseudischnocampa och familjen björnspinnare. Inga underarter finns listade i Catalogue of Life.